# Adam Dalgliesh
Pour l’article homonyme, voir Richard Dalgliesh.
Adam Dalgliesh est un personnage de fiction créé par P. D. James. Cet inspecteur de Scotland Yard, de la lignée des  gentlemen detectives, est le personnage principal de quatorze romans policiers. Il apparaît pour la première fois dans le roman À visage couvert (Cover Her Face) en 1962.

## Biographie
Adam Dalgliesh est inspecteur puis commissaire au Metropolitan Police Service du New Scotland Yard, poète à ses heures (plusieurs de ses poèmes ont été publiés). Veuf depuis plus de dix ans lorsque débute le premier roman, il est profondément marqué par la perte de son fils et de son épouse morte en couches, et donc réticent à s'engager sentimentalement. Comme ses prédécesseurs, Hercule Poirot, Lord Peter Wimsey, Albert Campion, voire Arsène Lupin, Adam Dalgliesh appartient à la catégorie des  gentlemen detectives. Sensible et cérébral, il peut se montrer provocateur, mais il est surtout patient.
Il habite un appartement sur les quais de la Tamise dans Queenhithe, un quartier  de la City non loin de la Cathédrale Saint-Paul. Dans les premiers romans il conduit une Cooper-Bristol, plus tard une Jaguar. Il est décrit par certaines femmes comme un  « grand et beau ténébreux » (tall, dark and handsome), allusion à Mr Darcy, le protagoniste masculin d'Orgueil et Préjugés de Jane Austen.
Il n'a comme famille qu'une tante, Jane Dalgliesh, dont il hérite à sa mort, et un seul ami proche, Conrad Ackroyd, membre du Cadaver Club (club privé de passionnés d'affaires criminelles) et éditeur de la Paternoster Review, dont les liens avec l'establishment londonien  sont souvent précieux pour Dalgliesh. Il a une relation sentimentale avec Deborah Riscoe dans le premier roman, mais, comme il refuse de s'engager, elle préfère finalement rompre et se fait muter aux États-Unis dans le troisième roman. Plus tard, dans Meurtres en soutane, il rencontre Emma Lavenham, maître de conférence en littérature à Cambridge. Ils se marient à la fin du dernier volume.
Il apparaît brièvement dans les deux romans où la détective privée Cordelia Gray est le personnage principal.

## Cycle romanesqueAdam Dalgliesh
1. À visage couvert ((en) Cover Her Face, 1962)
2. Une folie meurtrière ((en) A Mind to Murder, 1963)
3. Sans les mains ((en) Unnatural Causes, 1967)
4. Meurtres en blouse blanche ((en) Shroud for a Nightingale, 1971)
5. Meurtre dans un fauteuil ((en) The Black Tower, 1975)
6. Mort d'un expert ((en) Death of an Expert Witness, 1977)
7. Un certain goût pour la mort ((en) A Taste for Death, 1986)Grand prix de littérature policière 1988
8. Par action et par omission ((en) Devices and Desires, 1989)
9. Péché originel ((en) Original Sin, 1994)
10. Une certaine justice ((en) A Certain Justice, 1997)
11. Meurtres en soutane ((en) Death in Holy Orders, 2001)
12. La Salle des meurtres ((en) The Murder Room, 2003)
13. Le Phare ((en) The Lighthouse, 2005)
14. Une mort esthétique ((en) The Private Patient, 2008)

## Adaptations
À la télévision, Adam Dalgliesh est joué par Roy Marsden pour les dix premiers romans de la série adaptés par la chaîne ITV, par Martin Shaw dans Death in Holy Orders et The Murder Room et par Bertie Carvel dans la série télévisée homonyme (en) depuis 2021.